# Galatasaray Istanbul/Saison 1913/14

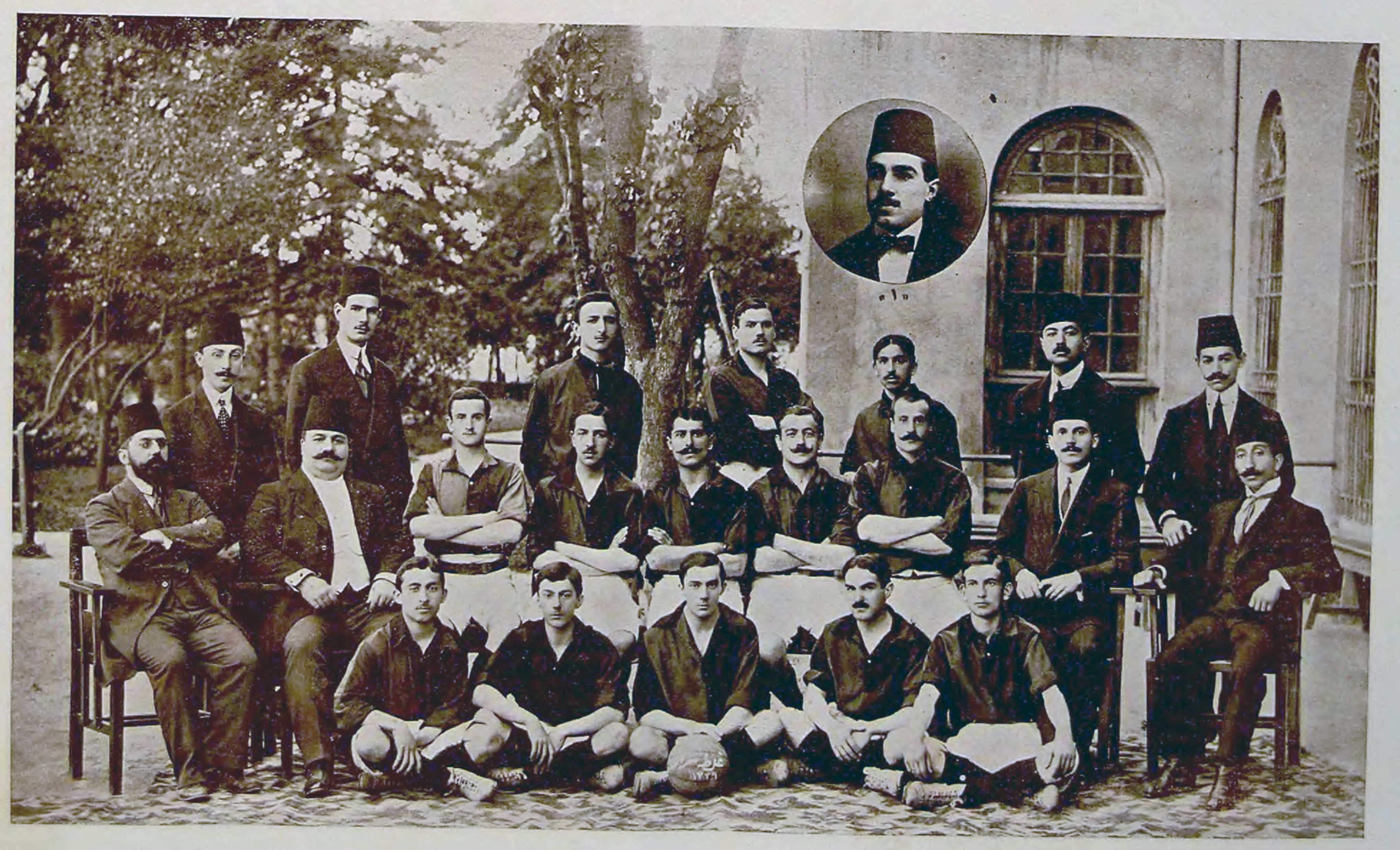
Die Mannschaft der Saison 1913/14

Die Saison 1913/14 von Galatasaray Istanbul war die 8. Saison in der Vereinsgeschichte und die 6. Saison in der İstanbul Futbol Ligi. Der Klub beendete die Saison auf dem 4. Platz. 

## Personalien

### Kader
| Nat.                   | Name                   |
| Torhüter               | Torhüter               |
| ---------------------- | ---------------------- |
| Osmanisches Reich 1844 | Ahmet Robenson         |
| Abwehr                 |                        |
| Osmanisches Reich 1844 | Arif                   |
| Osmanisches Reich 1844 | Celâl İbrahim Bey      |
| Osmanisches Reich 1844 | Dr. Namık Canko        |
| Mittelfeld             |                        |
| Osmanisches Reich 1844 | Bekir Sıtkı Bircan     |
| Osmanisches Reich 1844 | Fehmi                  |
| Deutsches Reich        | Emil Oberle            |
| Osmanisches Reich 1844 | Hafız Ziya             |
| Angriff                |                        |
| Osmanisches Reich 1844 | Mıgırdıç Dikranyan     |
| Osmanisches Reich 1844 | Hasnun Galip           |
| Osmanisches Reich 1844 | Ömer Nasrettin         |
| Osmanisches Reich 1844 | B. Nedim               |
| Osmanisches Reich 1844 | Yusuf Ziya Öniş        |
| Deutsches Reich        | Schindler              |
| Deutsches Reich        | Schram                 |
| Osmanisches Reich 1844 | Sedat                  |
| Osmanisches Reich 1844 | Emin Bülend Serdaroğlu |
| Osmanisches Reich 1844 | Muhsin Yeğen           |

## Saison
Alle Ergebnisse aus Sicht von Galatasaray Istanbul.
Die Tabelle listet alle İstanbul-Futbol-Ligi des Vereins der Saison 1913/14 auf. Siege sind grün, Unentschieden gelb und Niederlagen rot markiert.

### İstanbul Futbol Ligi
| ST | Datum             | Gegner              | Ergebnis |
| -- | ----------------- | ------------------- | -------- |
| 01 | 19. Oktober 1913  | Telefoncular        | 5:0      |
| 02 | 9. November 1913  | Strugglers FC       | 2:2      |
| 03 | 23. November 1913 | Progres             | 1:1      |
| 04 | 14. Dezember 1913 | Ramblers FC         | 2:2      |
| 05 | 4. Januar 1914    | Fenerbahçe Istanbul | 2:4      |
| 06 | 1. Februar 1914   | Telefoncular        | 1:0      |
| 07 | 22. Februar 1914  | Strugglers FC       | 1:0      |
| 08 | 8. März 1914      | Progres             | 0:1      |
| 09 | 29. März 1914     | Ramblers FC         | 0:2      |
| 10 | 3. Mai 1914       | Fenerbahçe Istanbul | 0:0      |